# آرچی کاکرین
آرچیبالد لمان کاکرین (۱۲ ژانویه ۱۹۰۹-۱۸ ژوئن ۱۹۸۸)  پزشک اسکاتلندی که بیش‌تر با کتابش تحت عنوان «اثربخشی و کارایی: تأملاتی اتفاقی درباره خدمات سلامت» شناخته می‌شود. کتابی که در آن، استفاده از کارآزمایی‌های تصادفی‌ و کنترل‌شده (RCTs) را برای بهبود کارآزمایی‌های بالینی و مداخلات پزشکی ترویج و تبلیغ می‌کند. ترویج‌گری و رایزنی‌های او برای استفاده از RCTها، نهایتاً منجر به تشکیل کتابخانه کاکرین برای مرورهای سیستماتیک در مرکز کاکرین انگلستان واقع در آکسفورد شد. او به عنوان یکی از پدران اپیدمیولوژی بالینی و خالق ایده پزشکی مبتنی بر شواهد شناخته می‌شود. آرشیو آرچی کاکرین در حال حاضر در کتابخانه آرچی کاکرین در بیمارستان دانشگاهی لندوگ پنارث انگلستان نگه‌داری می‌شود.